# Emilce Sosa
Emilce Sosa, född 11 september 1987 i Ibarreta, Argentina är en volleybollspelare (center). Mercado spelar med Argentinas landslag samt klubblaget Brasília Vôlei EC i Brasilien. 
Sosa är av Quechuaursprung. Hon växte upp i först Las Lomitas (en stad i närheten av Ibarreta) och från åtta års ålder i en Wichí-by ungefär 300 kilometer bort. Sosa spelade först fotboll, men började influerad av modern att spela volleyboll. Hon spelade först med Club Escuela de Comercio de Las Lomitas. Hon flyttade till Córdoba när hon var 16 år gammal efter att ha blivit utvald att spela fotboll med Belgrano de Córdoba, samtidigt spelade hon volleyboll med Club Universitario de Córdoba. Hon valde snart att fokusera på volleybollen. Under de kommande åren spelade hon i flera argentinska klubbar (samt Univalle i Bolivia) innan hon 2011 flyttade till Rumänien och spel i Divizia A1. Hon stannade där till 2014 innan hon återvände till Sydamerika, nu för spel med olika brasilianska klubbar (med undantag för CA San Lorenzo de Almagro 2019/2020).
Hon har spelat med landslaget sedan 2009, i bland annat världsmästerskapen (2014, 2018, 2022), olympiska spelen (2016), panamerikanska mästerskapen, FIVB World Grand Prix, FIVB Volleyball World Cup och panamerikanska spelen. Sosa är gift med Milka Silva som spelar i Brasiliens damlandslag i volleyboll.